# Tanystylum dohrnii
Tanystylum dohrnii is een zeespin uit de familie Ammotheidae. De soort behoort tot het geslacht Tanystylum. Tanystylum dohrnii werd in 1890 voor het eerst wetenschappelijk beschreven door Schimkewitsch. 